# Georges Arvanitas
Georges Arvanitas (13. června 1931 Marseille – 25. září 2005) byl francouzský jazzový klavírista a varhaník. Narodil se do rodiny řeckých přistěhovalců a od čtyř let se věnoval klasické hře na klavír. Jako teenager se však začal více zajímat o jazz. Již ve Francii spolupracoval s různými americkými hudebníky. V roce 1955 odjel na půl roku do New Yorku, kde spolupracoval například s Yusefem Lateefem. Během své kariéry hrál s mnoha dalšími hudebníky, mezi něž patří například Ted Curson, T-Bone Walker, Anita O'Day, Ben Webster a Coleman Hawkins.

## Diskografie
- Georges Arvanitas trio - Cocktail For Three - Pretoria (1959)
- Georges Arvanitas trio in concert - Futura Ger 11 (1969)
- Space Ballad (1970)
- Les classiques du jazz (1970)
- Ambiance Musique Luis Conti (1971)
- Brigitte Fontaine (1972)
- Douce ambiance (1972)
- Porgy a Bess  (1973)
- Live again - Futura Ger 38-39 (1973)
- Anniversary (1976)
- I Like It Cool (1976)
- Feeling Jazzy (1977)
- Swing Again (1978)
- The Hound of Music (1978)
- Round About Midnight (1985)
- Qu'est-ce qu'on joue? (1986)
- Quartet (1987)
- Orgue Hammond (1988)
- Bird of Paradise (1988)
- One Night for 3 Pianos (1989)
- With alors (1990)
- Georges Arvanitas plays George Gershwin (1993)
- Georges Arvanitas plays… Duke Ellington (1993)
- Live (album Geoege Arvanitas) (1993)
- Rencontre (1997) - s Ira Coleman a Joem Chambersem
- My Favorite Piano Songs (Black & Blue Records, 1997)[1]
- Little Florence (2000)

S Tedem Cursonem
- The New Thing & the Blue Thing (Atlantic, 1965)
- Pop Wine (Futura, 1971)
- Cattin' Curson (Marge, 1973)

S Yusef Lateefem
- Psychicemotus (Impulse, 1965)